# Crisis del cuarzo

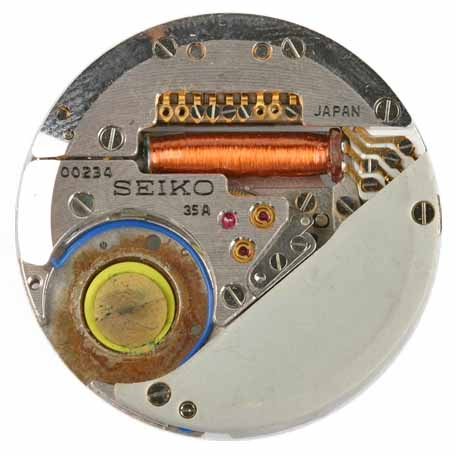
Movimiento de cuarzo del Seiko Astron 35SQ, 1969 (Museo Alemán del Reloj, Inv. Inv. 2010-006)

En relojería, la crisis del cuarzo fue la agitación en la industria causada por la llegada de los  relojes de cuarzo en los años 1970 y principios de la década de 1980, que sustituyeron en gran medida a los relojes mecánicos en todo el mundo. Provocó un importante declive de la industria relojera suiza, que optó por seguir centrada en los relojes mecánicos tradicionales, mientras que la mayor parte de la producción mundial de relojes se trasladó a empresas asiáticas como Seiko, Citizen y Casio en Japón, que adoptaron la nueva tecnología electrónica.
La crisis del cuarzo tuvo lugar en medio de la Revolución Digital global (Tercera Revolución Industrial) que ya estaba cobrando impulso a finales de la década de 1950. La crisis comenzó con el Seiko Astron 35SQ, el primer reloj de cuarzo del mundo, que fue presentado por Seiko en diciembre de 1969. Los avances clave incluyeron la sustitución del movimiento mecánico o electromecánico por un movimiento de reloj de cuarzo, así como la sustitución de pantallas analógicas por pantallas digitales como pantallas LED y posteriormente pantallas de cristal líquido (LCD). En general, los relojes de cuarzo son mucho más precisos que los mecánicos, además de tener un precio de venta mucho más bajo.

## Historia

### Antes de la crisis

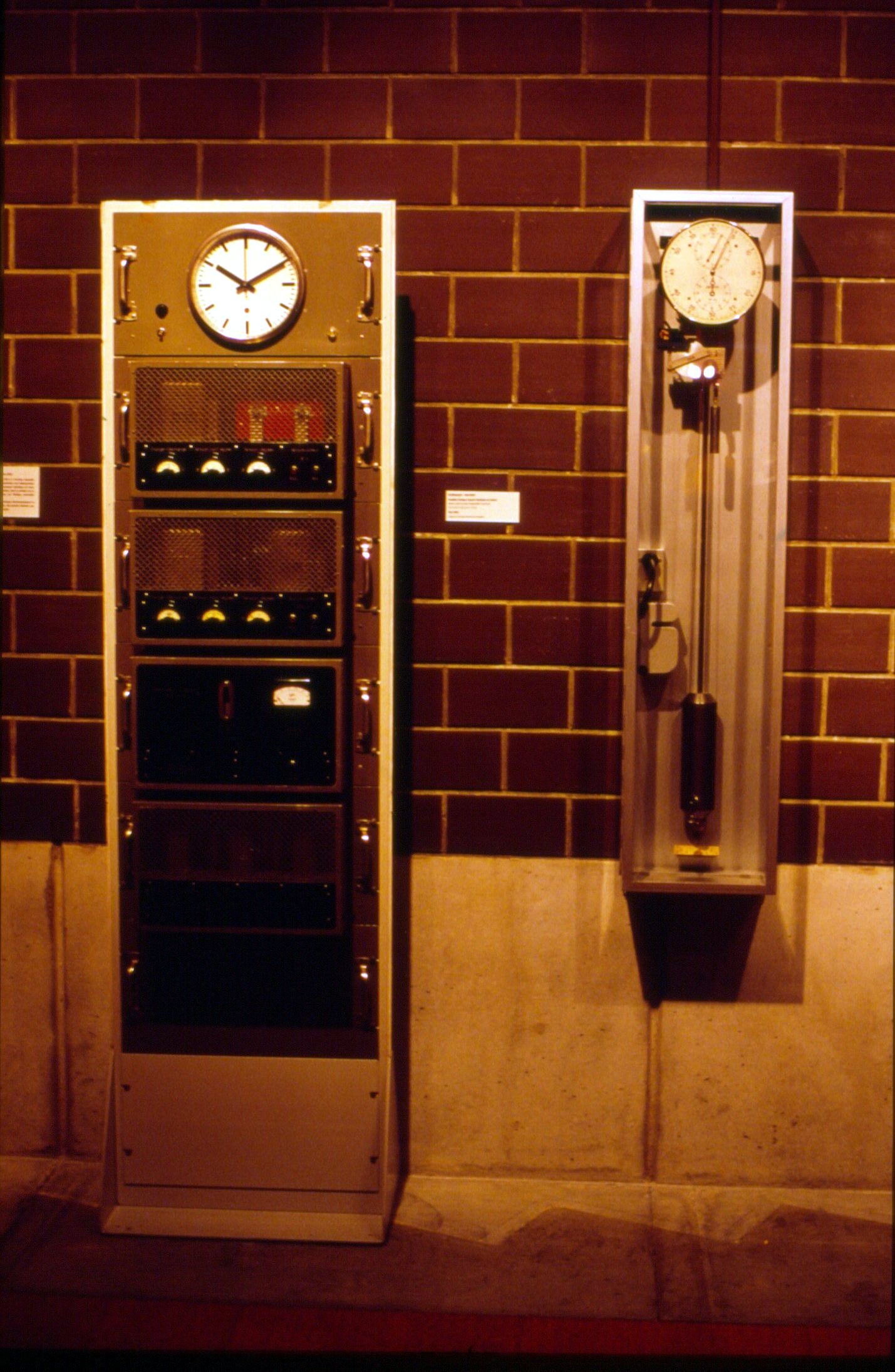
El primer reloj de cuarzo suizo, que se fabricó después de la Segunda Guerra Mundial (izquierda), en exhibición en el Museo Internacional de Relojería en La Chaux-de-Fonds

Durante la Segunda Guerra Mundial, la neutralidad suiza permitió a la industria relojera seguir fabricando aparatos de cronometraje para el consumidor, mientras que las principales naciones del mundo desplazaron la producción de aparatos de relojería a los dispositivos de cronometraje para el armamento militar. Como resultado, la industria relojera suiza disfrutó de un monopolio efectivo, y prosperó en ausencia de una competencia real. Así, antes de la década de 1970, la industria relojera suiza tenía el 50% del mercado mundial de relojes.
A principios de la década de 1950, una empresa conjunta entre la Elgin Watch Company de Estados Unidos y Lip de Francia para producir un reloj electromecánico -alimentado por una pequeña pila en lugar de un resorte motor- sentó las bases del reloj de cuarzo. Aunque la empresa formada por Lip-Elgin solo construyó prototipos, en 1957 ya estaba en producción el primer reloj con pila, el Hamilton 500 de fabricación estadounidense.
En 1954, el ingeniero suizo Max Hetzel desarrolló un reloj de pulsera electrónico que utilizaba un diapasón cargado eléctricamente y alimentado por una pila de 1,35 voltios. El diapasón resonaba exactamente a 360 Hz y accionaba las agujas del reloj mediante un tren de engranajes electromecánico. Este reloj se llamó Accutron y fue comercializado por Bulova a partir de 1960. Aunque Bulova no lanzó el primer reloj de pulsera alimentado por pilas, el Accutron fue un poderoso catalizador, ya que para entonces la industria suiza de fabricación de relojes era un sector maduro con un mercado global de siglos de antigüedad y unos patrones de fabricación, comercialización y venta muy arraigados.

### Inicio de la revolución
A finales de la década de 1950 y principios de la de 1960, tanto Seiko como un consorcio de las principales firmas relojeras suizas, entre las que se encontraban Patek Philippe, Piaget y Omega, compitieron ferozmente para desarrollar el primer reloj de pulsera de cuarzo. En 1962, el Centre Électronique Horloger (CEH), formado por unos 20 fabricantes de relojes suizos, se estableció en Neuchâtel para desarrollar un reloj de pulsera de cuarzo de fabricación suiza, mientras que, simultáneamente, en Japón, Seiko también trabajaba en un reloj eléctrico y desarrollaba la tecnología del cuarzo.
Uno de los primeros éxitos fue un reloj de cuarzo portátil llamado Seiko Crystal Chronometer QC-951. Este reloj portátil se utilizó como cronómetro de reserva para las pruebas de maratón en los Juegos Olímpicos de 1964 de Tokio. En 1966, los prototipos del primer reloj de bolsillo de cuarzo del mundo fueron presentados por Seiko y por Longines en el concurso de 1966 del Observatorio de Neuchâtel. En 1967, tanto el CEH como Seiko presentaron prototipos de relojes de pulsera de cuarzo al concurso del Observatorio de Neuchâtel.
El 25 de diciembre de 1969, Seiko presentó el Astron 35SQ, el primer reloj de cuarzo del mundo, que marcó el inicio de la revolución del cuarzo. El primer reloj analógico de cuarzo suizo - el Ébauches SA Beta 21 -que contenía el movimiento Beta 1- se presentó en la «Feria de Basilea de 1970». El Beta 21 fue lanzado por numerosos fabricantes, incluido el modelo Omega Electroquartz. El 6 de mayo de 1970, Hamilton presentó el Pulsar, el primer reloj digital electrónico del mundo.

### El auge del cuarzo

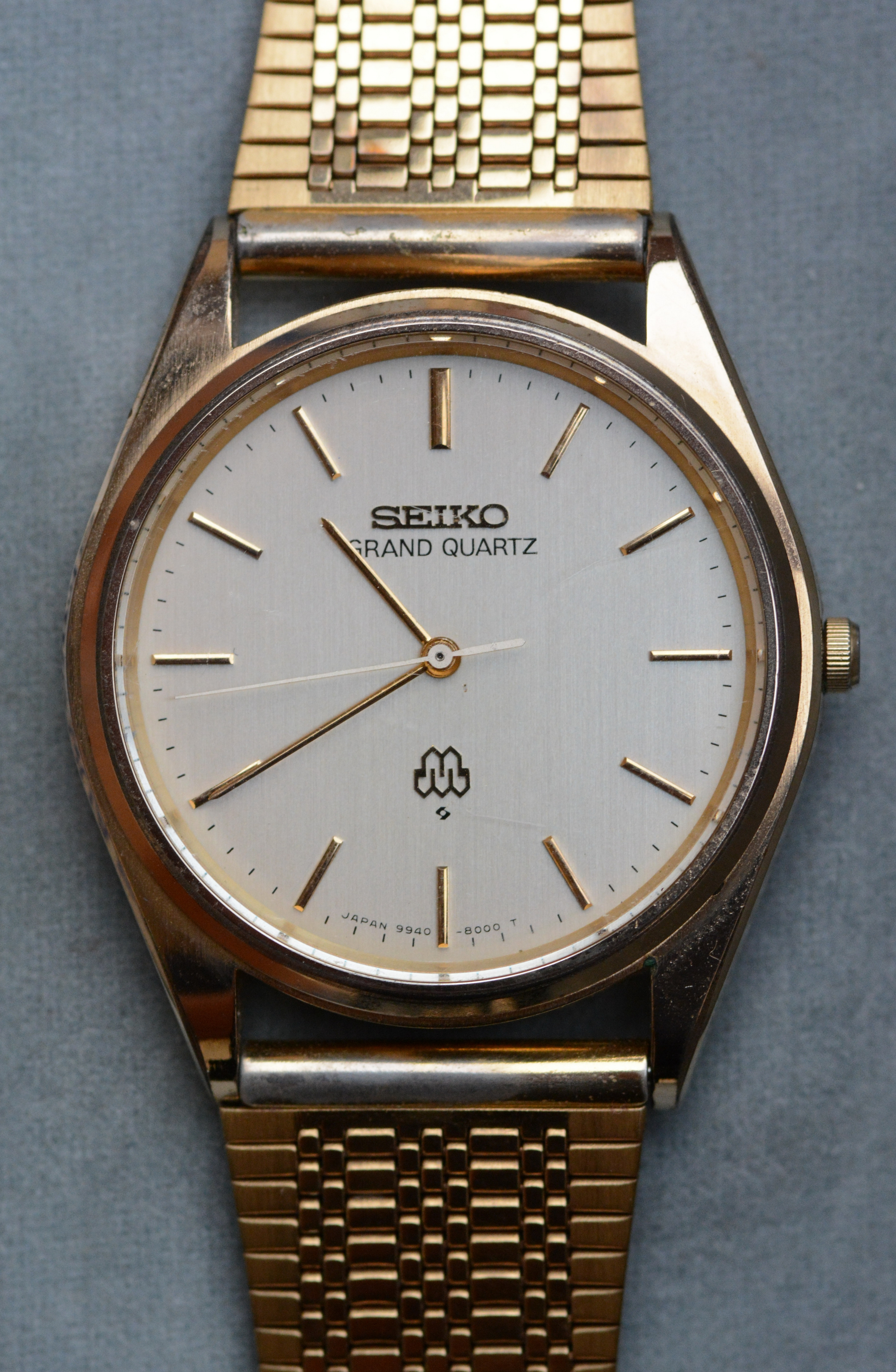
Seiko Grand Quartz, producido en 1978

En 1974, Omega presentó el Omega Marine Chronometer, el primer reloj certificado como cronómetro marino, con una precisión de 12 segundos por año, utilizando un circuito de cuarzo que produce 2 400 000 vibraciones por segundo. En 1976, Omega presentó el Omega Chrono-Quartz, el primer cronógrafo analógico-digital del mundo, al que sucedió en 12 meses el Calibre 1620, el primer reloj de pulsera cronógrafo de la empresa con una presentación totalmente LCD.
A pesar de estos espectaculares avances, los suizos dudaron en adoptar los relojes de cuarzo. En aquella época, los relojes mecánicos suizos dominaban los mercados mundiales. Además, la excelencia en la fabricación de relojes era un componente importante de la identidad nacional suiza. Desde su posición de fortaleza en el mercado, y con una industria relojera nacional organizada de forma amplia y profunda para fomentar los relojes mecánicos, en Suiza se pensó que pasar a los relojes electrónicos era innecesario. Sin embargo, desde fuera de Suiza se vieron las ventajas del cambio y desarrollaron más la tecnología. En 1978, los relojes de cuarzo superaron en popularidad a los relojes mecánicos, lo que sumió a la industria relojera suiza en una crisis y, al mismo tiempo, fortaleció las industrias relojeras japonesa y estadounidense. Este periodo de tiempo se caracterizó por la falta de innovación en Suiza, al mismo tiempo que las industrias relojeras de otros países aprovechaban al máximo las tecnologías emergentes, concretamente la tecnología de los relojes de cuarzo, de ahí el término "crisis del cuarzo".
Como resultado de la agitación económica que se produjo, muchas casas relojeras suizas, antes rentables y famosas, se declararon insolventes o desaparecieron. Este periodo de tiempo trastornó por completo la industria relojera suiza, tanto desde el punto de vista económico como psicológico. Durante la década de los años 1970 y principios de la década de 1980, los trastornos tecnológicos, es decir, la aparición de la tecnología del cuarzo, y una situación económica por lo demás difícil, provocaron una reducción del tamaño de la industria relojera suiza. Entre 1970 y 1983, el número de compañías relojeras suizas descendió de 1600 a 600. Y entre 1970 y 1988, el empleo en la industria relojera suiza cayó de 90 000 a 28 000 trabajadores.
Fuera de Suiza, la crisis se conoce a menudo como la "revolución del cuarzo", especialmente en Estados Unidos, donde muchas empresas americanas habían quebrado o habían sido compradas por intereses extranjeros en la década de 1960. Cuando se introdujeron los primeros relojes de cuarzo en 1969, Estados Unidos se puso rápidamente a la cabeza de la tecnología, en parte debido a la investigación en microelectrónica para programas militares y espaciales. Empresas estadounidenses como Texas Instruments, Fairchild Semiconductor y National Semiconductor iniciaron la producción en masa de relojes de cuarzo digitales y los hicieron asequibles. No siguió siendo así para siempre: en 1978, Hong Kong exportaba el mayor número de relojes electrónicos de todo el mundo, y las empresas estadounidenses de semiconductores llegaron a retirarse por completo del mercado de los relojes. Con la excepción de Timex Group y Bulova, las restantes empresas de relojes tradicionales estadounidenses, incluida Hamilton, abandonaron el negocio y vendieron sus marcas a competidores extranjeros. Bulova acabaría vendiéndose a la japonesa Citizen en 2008.

## Consecuencias

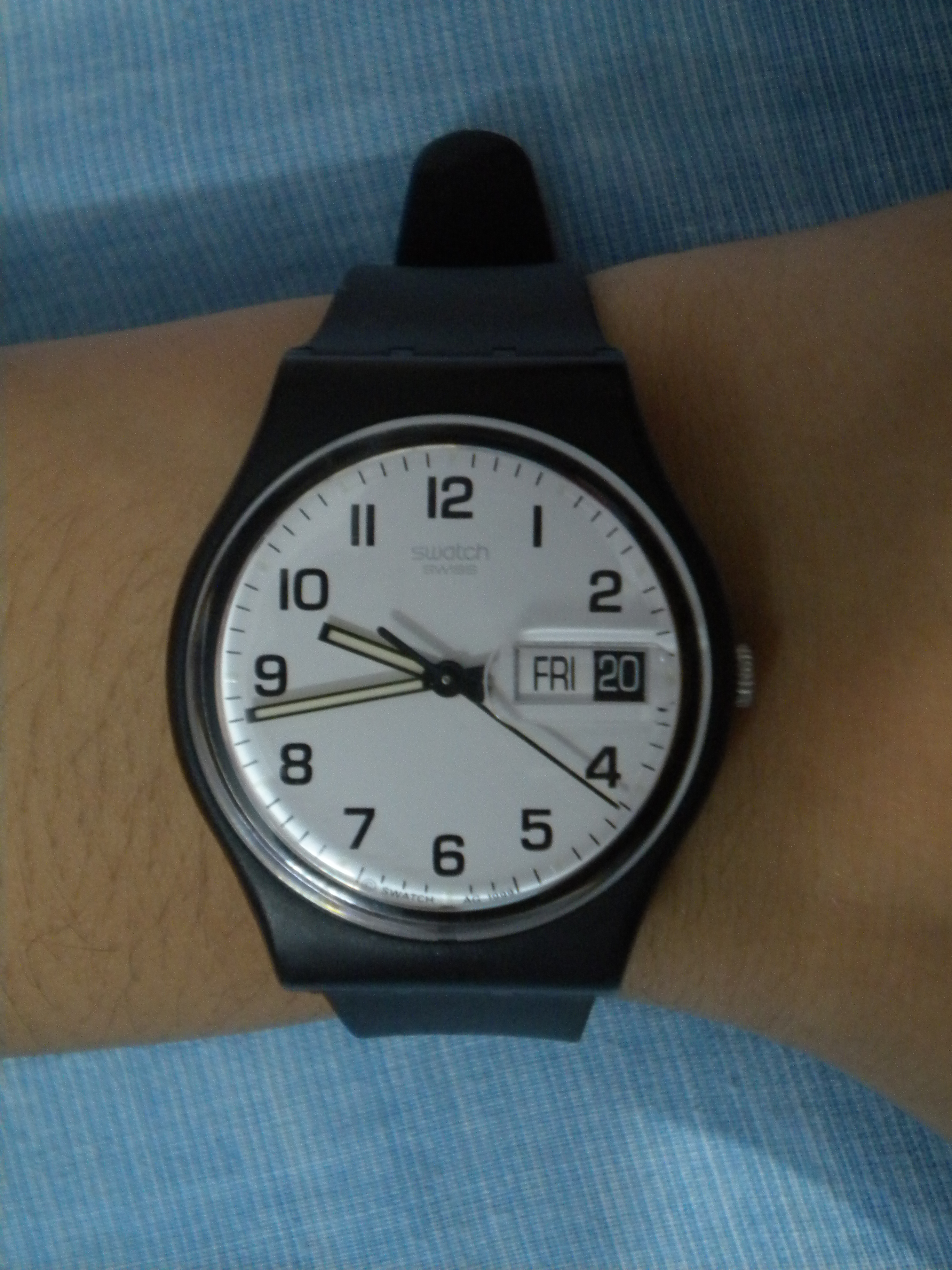
Reloj Swatch Once Again

### The Swatch Group
En 1983, la crisis llegó a un punto crítico. Las 1600 compañías con las que contaba la industria relojera suiza en 1970 se habían reducido a 600. En marzo de 1983, los dos mayores grupos relojeros suizos, ASUAG (Allgemeine Gesellschaft der Schweizerischen Uhrenindustrie) y SSIH (Société Suisse pour l'Industrie Horlogère), se fusionaron para formar ASUAG/SSIH, que más tarde se convirtió en SMH (Société de Microélectronique et d'Horlogerie) para salvar la industria. Esta organización fue la predecesora de Swatch, que sería decisiva en la reactivación de la industria relojera suiza, dando una nueva factura a todas las marcas afectadas. En 1998 se rebautizó como el Grupo Swatch, convirtiéndose en el mayor fabricante de relojes del mundo.
Los relojes de la marca Swatch venían sellados en una caja de plástico, se vendían como un producto desechable con poca probabilidad de reparación, y tenía menos piezas móviles que los relojes mecánicos (51 frente a unas 91). Además, la producción estaba esencialmente automatizada, lo que se traducía en una mayor rentabilidad. Los relojes de la marca Swatch fueron un gran éxito, y en menos de dos años se vendieron más de 2,5 millones de unidades. Además de su propia línea de productos Swatch, el Grupo Swatch también adquirió otras marcas de relojes, como Blancpain, Breguet, Glashütte-Original, Harry Winston, Longines, Omega, y Tissot.

### Renacimiento de los relojes mecánicos
Sin embargo, el mercado mundial más amplio seguía reflejando en gran medida otras tendencias. En el mercado doméstico de Estados Unidos, por ejemplo, el Swatch era una especie de moda de los años 1980 que se basaba en gran medida en la variedad de colores y diseños, y el grueso de la producción seguía procediendo de países extranjeros como China y Japón, en marcas dominadas por lo digital o híbridas como Casio, Timex Group y Armitron.
Por otro lado, la revolución del cuarzo llevó a muchos fabricantes suizos a refugiarse en la gama alta del mercado (o a ser arrastrados a ella), como Patek Philippe, Vacheron Constantin, Audemars Piguet y Rolex. Los relojes mecánicos se han convertido gradualmente en bienes de lujo apreciados por su elaborada artesanía, su atractivo estético y su glamuroso diseño, a veces asociado al estatus social de sus propietarios, más que a simples dispositivos de cronometraje.

### El auge de lossmartwatches
Desde la década de 2010, los smartwatches han comenzado a aumentar significativamente sus cuotas en el mercado mundial de relojes, especialmente tras el lanzamiento del Apple Watch en 2015. El actual auge de los smartwatches se produjo en medio de la Cuarta Revolución Industrial mundial, y preocupaba la posible aparición de un nuevo tipo de crisis, que podría amenazar aún más a la industria relojera suiza.